# Santo Sepulcro (Toro)

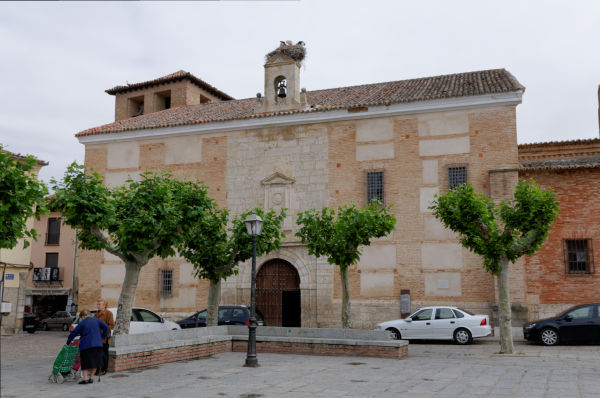
Kirche Santo Sepulcro

Die Kirche Santo Sepulcro ist eine im Übergangsstil von der Romanik zu Gotik erbaute Kirche in Toro, einer Stadt in der spanischen Provinz Zamora. Die Kirche liegt an der Plaza Mayor in der Ortsmitte gegenüber dem Rathaus (ayuntamiento).

## Geschichte

### Orden
Die Kirche gehörte ehemals dem Orden der Chorherren vom Heiligen Grab, der im Jahre 1114 in Jerusalem als Orden der Fratres Cruciferorum Ordinis Canonicorum Regul. Custodum SS. Sepulchri Hierosolymitani cum duplici rubea Cruce gegründet wurde und auf das im Jahre 1099 gegründete Domkapitel des Patriarchates von Jerusalem unter Gottfried von Bouillon zurückgeht. Aufgrund von Schenkungen verfügte der Orden hauptsächlich im Süden Europas über erheblichen Grundbesitz, der von Komtureien verwaltet und bewirtschaftet wurde, wobei die eigentliche Feldarbeit bzw. die Milch- und Viehwirtschaft in den Händen von abhängigen Bauern lag.

### Kirche
Der ursprüngliche Kirchenbau ist sehr wahrscheinlich noch dem 13. Jahrhundert zuzuordnen, wobei die ältere romanische Bauphase (Apsiden) von einem frühgotischen (Langhaus) abgelöst wurde. Aus dem 16. und 17. Jahrhundert sind weitere Umbaumaßnahmen dokumentiert.

## Architektur

### Äußeres
Von außen ist die Kirche ein eher unscheinbarer Bau aus Backstein, wobei jedoch in regelmäßigen Abständen rechteckige Felder der Außenwände verputzt sind. Das Mauerwerk hinter dem Verputz könnte aus unbehauenen Natursteinen bestanden haben, doch im Umland von Toro gibt es nur sehr wenig Felsgestein, so dass es wahrscheinlicher ist, dass sich auch hinter der Putzschicht gemauerte Ziegelsteine – eventuell auch Bruchstücke – befinden und der Verputz in erster Linie dekorativ gemeint war. Die schmucklose Portalzone ist aus gemauertem hellen Sandstein errichtet, der aus mehreren Kilometern Entfernung herbeitransportiert werden musste. Oberhalb des Rundbogenportals befindet sich ein neuzeitliches Wappen des Malteserordens; oberhalb der Dachtraufe ist ein kleiner Glockengiebel aufgesetzt. Der schmucklose Westturm ist zur Gänze aus Ziegelsteinen gemauert und hat über der Glockenstube nur ein einfaches flaches Pyramidendach.

### Inneres

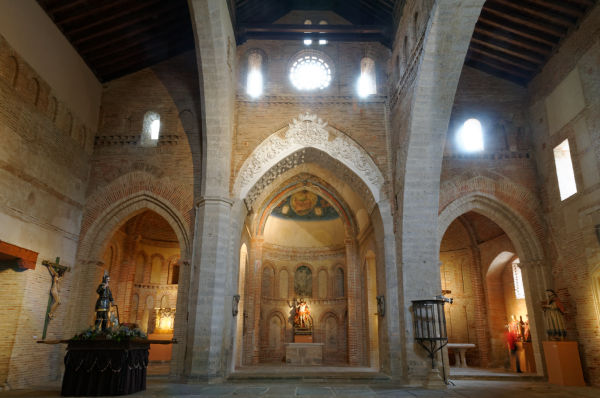
Santo Sepulcro – Innenraum

Das Innere der nicht gewölbten, sondern von einem offenen Dachstuhl bedeckten Kirche überrascht durch seine Weiträumigkeit, die durch zwei riesige Bögen aus behauenen Natursteinen erreicht wird, die die ganze Länge des Langhauses einnehmen – erst an den drei Apsiden des Baues wird erkennbar, dass es sich eigentlich um eine dreischiffige Kirche handelt. Die beiden Bögen sind unterschiedlich gestaltet – beim linken sind die Kanten abgefasst und er ist etwas höher als der rechte; er wirkt insgesamt schlanker und eleganter. Die drei Apsiden sind jeweils durch zwei übereinanderliegende Bogenreihen gegliedert; die Bogenfelder der Mittelapsis sind etwas tiefenräumiger gestaltet. Das Innere vieler Bogenfelder ist verputzt, in anderen befinden sich – später allesamt vermauerte – Fensteröffnungen. In der Kalotte der Mittelapsis ist ein mittelalterliches Fresko erhalten, welches Christus in einer Mandorla zeigt – umgeben von den Symbolen der vier Evangelisten.

## Ausstattung
Zur Ausstattung der Kirche gehören ein einfaches Taufbecken aus dem 13. Jahrhundert, zwei Holzkruzifixe (eines mit einem kahlrasierten Kopf) und eine aufwendig gestaltete Kassettendecke vom Ende des 16. Jahrhunderts im Westen.